# Полла
Полла (італ. Polla) — муніципалітет в Італії, у регіоні Кампанія, провінція Салерно.
Полла розташована на відстані близько 300 км на південний схід від Рима, 115 км на схід від Неаполя, 65 км на схід від Салерно.
Населення — 5321 особа (2014).
Щорічний фестиваль відбувається 6 грудня. Покровитель — Святий Миколай Чудотворець (San Nicola).

## Демографія
Населення за роками:

Станом на 1 січня 2023 року в муніципалітеті офіційно проживало 376 іноземців з 34 країн, серед них 124 громадяни країн Євросоюзу та 55 громадян України.

## Сусідні муніципалітети
- Атена-Лукана
- Аулетта
- Брієнца
- Каджано
- Корлето-Монфорте
- Пертоза
- Сант'Анджело-Ле-Фратте
- Сант'Арсеніо